# Мужљак
Мужљак је некадашњи утврђени манастир из средњег века, чији се остаци налазе недалеко од села Корише, у близини Призрена. Манастирски комплекс је напуштен крајем XVII века, а сматра се да је тврђавица на том месту, могла да постоји још у византијско доба.
Музљак је смештен на стеновитој литици, чија се северна страна, својом белином, лако уочава у шумском подручју, које је окружује. Данас се на терену виде темељи цркве, на којима има остатака фреско-малтера, као и обриси седам других грађевина некадашњег манастира, који је био опасан бедемом, на коме су видљиви остаци куле, кроз коју се улазило у манастир.
Положај Мужљака, сведочи о томе да је његова првобитна намена била војна. Десетак километара јужније од њега, на приближно сличној висини, налази се Коришко Градиште, а још јужније, налази се утврђени Призрен. Распоред ових утврђења, на релативно сличној и релативно малој удаљености, може да представља систематски подигнут низ утврђења, која су чувала и контролисала приступ Призрену са североистока.